# David Batty
David Batty (Leeds, Inglaterra, 2 de diciembre de 1968) es un exfutbolista inglés que jugaba como centrocampista y se retiró en 2004 jugando para el Leeds United.

## Clubes
| Club             | País       | Año         | Partidos | Goles |
| Leeds United     | Inglaterra | 1986 - 1993 | 211      | 4     |
| Blackburn Rovers | Inglaterra | 1993 - 1996 | 54       | 1     |
| Newcastle United | Inglaterra | 1996 - 1998 | 83       | 3     |
| Leeds United     | Inglaterra | 1998 - 2004 | 90       | 0     |

## Palmarés
Leeds United FC
- FA Premier League: 1991-92
- FA Community Shield: 1992